# Marcos Pasquim
Fabio Marcos Prudente (São Paulo, 14 de junio de 1969), más conocido por su nombre artístico Marcos Pasquim,  es un actor brasileño.
Ha interpretado varios papeles importantes en la televisión, entre ellos, Dom Pedro I en O Quinto dos Infernos, de 2002, y en Kubanacan Esteban, el año siguiente.

## Filmografía

### Televisión
- 2015 - Mujeres ambiciosas - Carlos Alberto
- 2011 - Dinosaurios & Robots - Abner
- 2009 - Acuarela del amor - Denis
- 2008 - Guerra e Paz - Pedro Guerra/Tony Tijuana
- 2007 - Pé na Jaca - Lance
- 2006 - Bang Bang - Crazy Jake (participação especial)
- 2005 - A Lua me Disse - Tadeu
- 2003/2004 - Kubanacan - Esteban / Adriano Allende / León
- 2001 - Estrela-Guia - Edmilson (participación especial)
- 2000/2001 - Uga-Uga - Van Damme
- 1997/1998 - Chiquititas Brasil - Filipe Mendes Ayala / Manuel
- 1997 - Malhação - Milton (participação especial)
- 1997 - Mandacaru - Eduardo Alencar (participación especial)
- 1995/1996 - Cara e Coroa - Cosme

Miniseries y series
- 2008 - Guerra e paz - Pedro Guerra / Tony Tijuana
- 2002 - O Quinto dos Infernos - Dom Pedro I

### Cine
| Año  | Título                                      | Personaje |
| ---- | ------------------------------------------- | --------- |
| 2004 | Xuxa e o Tesouro da Cidade Perdida          | Ígor      |
| 2006 | Casseta & Planeta: Seus Problemas Acabaram! |           |
| 2010 | De Pernas pro Ar                            | Cliente   |
| 2010 | Bed & Breakfast                             | Gustavo   |